# NGC 4709
NGC 4709 في الفهرس العام الجديد، هي مجرة، تقع في كوكبة قنطورس. اكتشفت في 7 مايو 1826 بواسطة جيمس دنلوب.

## روابط خارجية
- NGC 4709 على موقع ويكي سكاي: DSS2, SDSS, GALEX, IRAS, Hydrogen α, X-Ray, Astrophoto, Sky Map, Articles and images